# Béjaïa (tỉnh)
Béjaïa (tiếng Ả Rập: بجاية tiếng Kabyle: Bgayet) là một tỉnh của Algérie. Tỉnh lỵ là thành phố Béjaïa. Vườn quốc gia Gouraya nằm ở tỉnh này.

## Các đơn vị hành chính
Tỉnh này gồm 19 huyện và 52 đô thị. Các huyện bao gồm:
- Tichy
- Akbou
- Amizour
- Adekar
- Seddouk
- Kherrata
- Sidi Aïch
- Ighil Ali
- Chemini
- Souk El Tenine
- El Kseur
- Barbacha
- Darguina
- Béni Maouche
- Aokas
- Ifri-Ouzellaguen
- Tazmalt
- Béjaïa
- Timzrit

Các đô thị là:

Adekar

Aït-Rizine

Aït-Smail

Akbou

Akfadou

Amalou

Amizour

Aokas

Barbacha

Béjaïa

Beni Djellil

Beni Ksila

Beni Maouche

Beni Mellikeche

Boudjellil

Bouhamza

Boukhelifa

Chelata

Chemini

Darguina

Draâ El-Kaïd

El-Flaye

El-Kseur

Feraoun

Ifenain Ilmathen

Ighil Ali

Ighram

Kendira

Kherrata

Melbou

Oued Ghir

Ouzellaguen

Seddouk

Semaoune

Sidi-Aïch

Sidi-Ayad

Sidi-Saïd

Souk El-Thenine

Souk-Oufella

Tala Hamza

Tamokra

Tamridjet

Taourit Ighil

Taskriout

Tazmalt

Tinabdher

Tibane

Tichy

Tifra

Timezrit

Tizi N'Berber

Toudja